# (13477) Utkin
(13477) Utkin est un astéroïde de la ceinture principale. Son nom rend hommage à Vladimir Outkine (1923–2000), un inventeur et ingénieur soviétique.

## Description
(13477) Utkin est un astéroïde de la ceinture principale. Il fut découvert le 5 novembre 1975 à Nauchnyj par Lioudmila Tchernykh. Il présente une orbite caractérisée par un demi-grand axe de 2,45 UA, une excentricité de 0,14 et une inclinaison de 8,5° par rapport à l'écliptique.

## Compléments